# Jinal Jhaveri

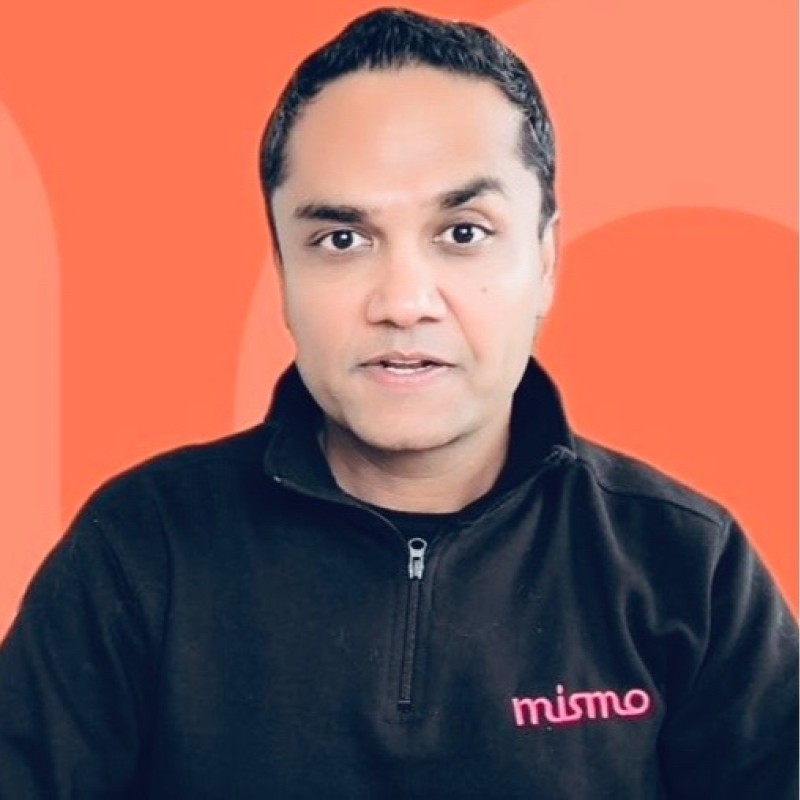

Jinal Jhaveri (nació en 1978) es un empresario e inversor estadounidense conocido por fundar empresas como SchoolMint, Enable us y Mismo.
Jhaveri nació en Ahmedabad, India, estudió en la escuela secundaria St. Xavier de Ahmedabad . Obtuvo una licenciatura en Ingeniería en Tecnología de la Información en la Universidad Sardar Patel en 2000. En 2001, se mudó a Estados Unidos para cursar estudios de posgrado en la Universidad del Sur de California (USC), donde obtuvo una Maestría en Ciencias de la Computación en 2002, seguido de una segunda Maestría en Ciencias en Biología Computacional y Bioinformática en 2004.  
Jinal Jhaveri ha realizado valiosas contribuciones a la investigación académica en los campos de la genética y la visión por computadora. Es coautor de publicaciones influyentes en genética vegetal y participó en los primeros avances en el modelado computacional de la atención visual.
Durante su etapa en la USC, Jhaveri colaboró con el genetista de poblaciones Dr. Magnus Nordborg en estudios genómicos de Arabidopsis thaliana. Uno de sus trabajos más citados, titulado 'The Pattern of Polymorphism in Arabidopsis thaliana', fue publicado en PLoS Biology en 2005. Este estudio ofreció una de las primeras evaluaciones genómicas de la variación genética en esta especie, convirtiéndose en una referencia fundamental en el campo de la genética de poblaciones vegetales.
Durante su estancia en la Universidad del Sur de California, Jhaveri trabajó en el iLab dirigido por el Dr. Laurent Itti, pionero en modelos computacionales de la atención visual. Su trabajo allí contribuyó a la investigación en sistemas de visión basados en la saliencia y computación neuromórfica. Aunque no todas sus contribuciones se publicaron bajo su nombre, Jhaveri participó en el desarrollo de herramientas y marcos que fundamentaron trabajos posteriores en sistemas de percepción basados en IA y modelado visual.
En el Instituto de Bioinformática de Virginia, Jhaveri también coescribió un trabajo con el bioinformático brasileño João Carlos Setubal sobre canales de anotación de genomas microbianos. Una publicación destacada, «Una comparación de canales de anotación funcionales para genomas microbianos  », evaluó diferentes métodos para predecir la función génica y la precisión de la anotación en genomas microbianos.
Jhaveri comenzó su carrera como informático en el Laboratorio Nacional Lawrence Berkeley (2003-2006). Posteriormente, se incorporó a The Climate Corporation como ingeniero de software sénior (2006-2008) y posteriormente ocupó cargos en MySpace (2008-2011) y LOLApps (2009-2010).
En 2010, cofundó Mismo, una plataforma de software y empresa de reclutamiento que ayuda a empresas norteamericanas a contratar talentos de ingeniería y diseño en América Latina. 
En 2013, cofundó SchoolMint, una plataforma de gestión de inscripciones para escuelas primarias y secundarias.   
SchoolMint fue adquirida por BV Investment Partners en 2017.  
En 2020, Jhaveri cofundó Enable.us, una plataforma de ventas digitales que fue adquirida por MindTickle en abril de 2023.   
Durante las elecciones especiales a la alcaldía de Oakland en abril de 2025, el exconcejal Loren Taylor recibió un sólido apoyo financiero de donantes individuales. Entre ellos, Jinal Jhaveri y su esposa, Forum Desai, contribuyeron $5,000 al Comité Empower Oakland y $650 para apoyar a Taylor en la elección a la alcaldía, lo que los coloca entre los contribuyentes individuales más destacados de la campaña  
Jhaveri es un inversor ángel activo  con una cartera de más de 100 startups, principalmente en tecnología educativa, SaaS y tecnología financiera. Entre sus inversiones más destacadas se incluyen Fathom, CaptivateIQ, SmartPass,  Odyssey, CourseDog,  y otras.
1. ↑  Shieber, Jonathan (10 de febrero de 2016). «Schoolmint Raises $5.6 Million For Its Online Student Enrollment Platform». TechCrunch (en inglés estadounidense). Consultado el 20 de julio de 2025.
2. ↑  Sarkar, Gargi (4 de mayo de 2023). «SaaS Unicorn Mindtickle Acquires US-Based Enable Us To Empower Salespersons». Inc42 Media (en inglés). Consultado el 20 de julio de 2025.
3. 1 2  «iLab Neuromorphic Vision C++ Toolkit (iNVT)». ilab.usc.edu. Consultado el 20 de julio de 2025.
4. ↑  «UQ eSpace». espace.library.uq.edu.au. Consultado el 20 de julio de 2025.
5. ↑  «Forbes Centroamérica». Forbes Centroamérica. Consultado el 6 de agosto de 2025.
6. ↑  «Loren Taylor for Oakland Mayor 2025». Open Disclosure Oakland (en inglés). Consultado el 20 de julio de 2025.
7. ↑  andrewrgross (31 de octubre de 2024). «Wondering who pays for Empower Oakland? Apparently you can look it up and it's exactly what you expect.». r/oakland. Consultado el 20 de julio de 2025.
8. ↑  «Jinal Jhaveri - Recent News and Activity». Crunchbase (en inglés). Consultado el 20 de julio de 2025.
9. ↑  «Ep. 243 How I Raised It with Richard White of Fathom.video». Apple Podcasts (en inglés estadounidense). Consultado el 15 de agosto de 2025.
10. ↑  FinSMEs (24 de enero de 2022). «Fathom Raises $4.7M in Seed Funding». FinSMEs (en inglés estadounidense). Consultado el 20 de julio de 2025.
11. ↑  Caffrey, Michelle (12 de diciembre de 2024). «K-12 Dealmaking: Raptor Acquires SmartPass; zSpace Raises $10.8M in IPO». Marketbrief (en inglés). Consultado el 20 de julio de 2025.
12. ↑  «Seed Round - Odyssey - 2022-10-26 - Crunchbase Funding Round Profile». Crunchbase (en inglés). Consultado el 15 de agosto de 2025.
13. ↑  Mascarenhas, Natasha (9 de marzo de 2020). «Coursedog lands $4.2 million to make class scheduling smarter». TechCrunch (en inglés estadounidense). Consultado el 15 de agosto de 2025.